# 展翅马蓝
展翅马蓝（学名：Pteracanthus extensus），为爵床科马蓝属下的一个植物种。